# ファボルキ

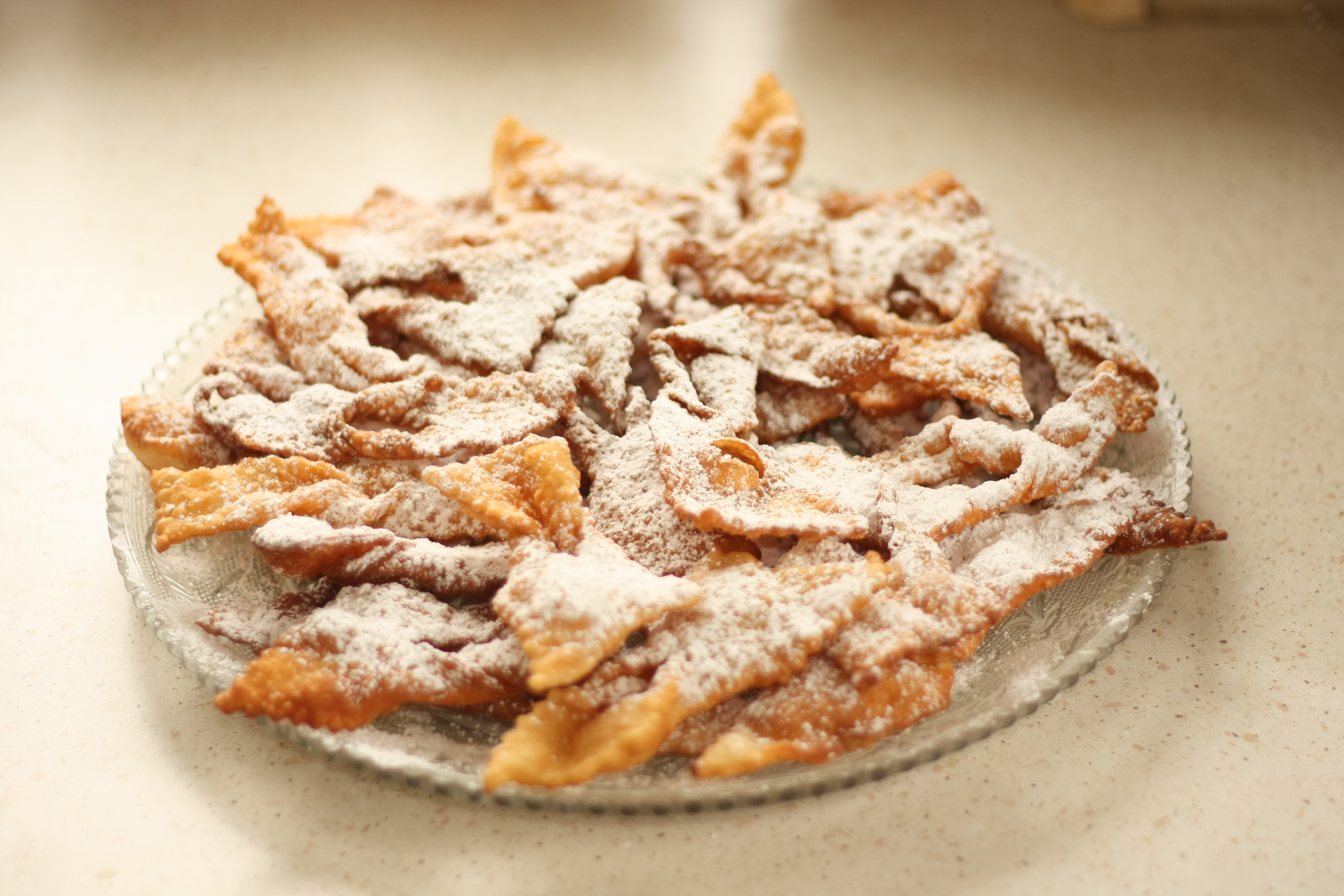
ファボルキ

ファボルキ（ポーランド語: Faworki）はポーランドの伝統的な揚げ菓子。
英語では「Angel wings（天使の羽根）」とも呼ばれる。原型は古代ローマ時代からある。
ポーランドの祝祭日の1つ「脂の木曜日」ではポンチキが多数食されるが（この日1日でポーランド国民平均で1人2個半のポンチキが消費される）、ファボルキもまた食される。